# 시리얼 맘
《시리얼 맘》(영어: Serial Mom)은 1994년 개봉한 미국의 풍자 블랙 코미디 범죄 영화이다. 존 워터스가 감독과 각본을 맡았다.

## 출연
- 캐슬린 터너
- 샘 워터스턴
- 리키 레이크
- 매슈 릴러드
- 저스틴 웨일린
- 밍크 스톨
- 메리 조 캐틀렛
- 트레이시 로즈
- 수잰 서머스
- 패티 허스트
- 조앤 리버스
- 베스 암스트롱
- 존 워터스

## 기타 제작진
- 협력 제작: 팻 모랜
- 배역: 폴라 헤럴드, 팻 모랜
- 미술: 빈센트 퍼레이니오
- 의상: 밴 스미스